# Vernon Ruttan
Vernon Wesley Ruttan (* 16. August 1924; † 18. August 2008) war ein US-amerikanischer Wirtschaftswissenschaftler. Er war insbesondere ein angesehener und einflussreicher Entwicklungs- und Agrarökonom und veröffentlichte über 200 Bücher, wissenschaftliche Artikel und Berichte.

## Leben
Ruttan wuchs auf einem Bauernhof in Alden (Michigan) auf. Er besuchte die Michigan State University (1942–1943) und erhielt einen Bachelor an der Yale University (1948). Einen Master (1950) und einen Ph.D. (1952) bekam er von der University of Chicago. Nach einigen Jahren bei der Tennessee Valley Authority wurde er 1955 Professor an der Purdue University. Von 1965 bis an sein Lebensende lehrte er an der University of Minnesota.
Von 1961 bis 1963 war Ruttan Mitglied im Rat der Wirtschaftsberater der US-Regierung. Zwischen 1963 und 1965 arbeitete er als Agrarökonom am IRRI auf den Philippinen, von 1973 bis 1978 als Präsident des Agricultural Development Council. Als Berater war er unter anderem für die USAID (1968–1973 und 1980–1986), die CGIAR (1973–1978) und das IFPRI (1980–1986) tätig.

## Arbeit
Ruttan beschäftigte sich vor allem mit der Entstehung des technischen Fortschritts in der Landwirtschaft und dessen Bedeutung für das Wirtschaftswachstum in Entwicklungsländern.
Sein bekanntester wissenschaftlicher Beitrag, gemeinsam mit dem japanischen Ökonomen Yujiro Hayami, war die Übertragung der Theorie der Induzierten Innovation auf landwirtschaftliche Technologien. So habe die relative Knappheit des Produktionsfaktors Land in Japan zur Entwicklung und schnellen Diffusion flächenertragsstarker Nutzpflanzensorten geführt. In den Vereinigten Staaten hingegen war Arbeit ein relativ knapper Produktionsfaktor, weswegen sich hier arbeitssparende Maschinerie in der Landwirtschaft schneller durchsetzte.

## Auszeichnungen
- mehrere Auszeichnungen der Agricultural & Applied Economics Association (AAEA)
- Aufnahme in die AAEA (1974), die American Academy of Arts and Sciences (1976), die American Association for the Advancement of Science (1986) und die National Academy of Sciences (1990)
- Humboldt-Forschungspreis (1984)
- Ehrendoktorwürden der Rutgers University (1978), der Universität Kiel (1986) und der Purdue University (1991)
- Distinguished Service Award des USDA